# 2017년 뉴욕 영화 비평가 협회상
제83회 뉴욕 영화 비평가 협회상은 2017년 11월 30일에 열린 시상식이다.

## 수상 및 후보

### 작품상
- 레이디 버드 - 그레타 거윅 수상

### 감독상
- 플로리다 프로젝트 - 션 베이커 수상

### 각본상
- 팬텀 스레드 - 폴 토마스 앤더슨 수상

### 여우주연상
- 레이디 버드 - 시얼샤 로넌 수상

### 남우주연상
- 콜 미 바이 유어 네임 - 티모시 샬라메 수상

### 여우조연상
- 걸즈 트립 - 티파니 해디쉬 수상

### 남우조연상
- 플로리다 프로젝트 - 윌렘 대포 수상

### 촬영상
- 치욕의 대지 - 레이첼 모리슨 수상

### 애니메이션상
- 코코 - 리 언크리치 외 1명 수상

### 외국영화상
- 120 BPM - 로빈 캉필로 수상

### 신인작품상
- 겟 아웃 - 조던 필 수상

### 특별상
- Career Achievement - Molly Haskell 수상

### 논픽션상
- 페이시스 플레이시스 - 아녜스 바르다 수상